# British Home Championship 1895
De British Home Championship van 1895 was de 11e editie van de British Home Championship. Het toernooi werd gehouden van 9 maart tot en met 6 april 1895. Engeland werd kampioen.

## Eindstand
| Team      | Gsp | W | G | V | DV | DT | DS  | Ptn |
| --------- | --- | - | - | - | -- | -- | --- | --- |
| Engeland  | 3   | 2 | 1 | 0 | 13 | 1  | +12 | 5   |
| Schotland | 3   | 0 | 3 | 0 | 5  | 5  | 0   | 3   |
| Wales     | 3   | 1 | 1 | 1 | 5  | 6  | –1  | 3   |
| Ierland   | 3   | 0 | 1 | 2 | 3  | 14 | –11 | 1   |

## Wedstrijden
|                                                 | |       |         |                                                                                         |
| 9 maart 1895 «onderlinge duels» 15:30 uur (UTC) | Engeland | 9 – 0 | Ierland | County Cricket Ground, Derby Toeschouwers: 10.000 Scheidsrechter: James Robertson (SCO) |
| 9 maart 1895 «onderlinge duels» 15:30 uur (UTC) | Sam Torrans 3' (e.d.) Steve Bloomer 4', 58' Frank Becton 15', 60' Billy Bassett 30' Rab Howell 36' John Goodall 65', 87' |       |         | County Cricket Ground, Derby Toeschouwers: 10.000 Scheidsrechter: James Robertson (SCO) |

|                                                                                      |                                            |       |                        |                                                                          |
| 16 maart 1895 British Home Championship № 49 «onderlinge duels» 15:30 uur (UTC–0:25) | Ierland                                    | 2 – 2 | Wales                  | Solitude, Belfast Toeschouwers: 6.000 Scheidsrechter: William Jope (ENG) |
| 16 maart 1895 British Home Championship № 49 «onderlinge duels» 15:30 uur (UTC–0:25) | George Gaukrodger 32' Williie Sherrard 42' |       | 10', 85' Harry Trainer | Solitude, Belfast Toeschouwers: 6.000 Scheidsrechter: William Jope (ENG) |

|                                                  |                       |       |                 |                                                                             |
| 18 maart 1895 «onderlinge duels» 15:30 uur (UTC) | Engeland              | 1 – 1 | Wales           | Queen's Club, Londen Toeschouwers: 13.000 Scheidsrechter: Thomas Park (SCO) |
| 18 maart 1895 «onderlinge duels» 15:30 uur (UTC) | Rupert Sandilands 74' |       | 69' Billy Lewis | Queen's Club, Londen Toeschouwers: 13.000 Scheidsrechter: Thomas Park (SCO) |

|                                                                 |                                 |       |                                 |                                                                                   |
| 23 maart 1895 British Home Championship № 54 «onderlinge duels» | Wales                           | 2 – 2 | Schotland                       | Racecourse Ground, Wrexham Toeschouwers: 4.000 Scheidsrechter: William Jope (ENG) |
| 23 maart 1895 British Home Championship № 54 «onderlinge duels» | Billy Lewis 10' Tom Chapman 60' |       | 15' Jake Madden 20' John Divers | Racecourse Ground, Wrexham Toeschouwers: 4.000 Scheidsrechter: William Jope (ENG) |

|                                                  |                                          |       |                      |                                                                                 |
| 30 maart 1895 «onderlinge duels» 15:45 uur (UTC) | Schotland                                | 3 – 1 | Ierland              | Celtic Park, Glasgow Toeschouwers: 15.000 Scheidsrechter: Thomas Mitchell (ENG) |
| 30 maart 1895 «onderlinge duels» 15:45 uur (UTC) | William Lambie 1' Johnny Walker 60', 70' |       | 35' Williie Sherrard | Celtic Park, Glasgow Toeschouwers: 15.000 Scheidsrechter: Thomas Mitchell (ENG) |

|                                                 |                                                            |       |           |                                                                               |
| 6 april 1895 «onderlinge duels» 16:00 uur (UTC) | Engeland                                                   | 3 – 0 | Schotland | Goodison Park, Liverpool Toeschouwers: 42.500 Scheidsrechter: Jack Reid (IRL) |
| 6 april 1895 «onderlinge duels» 16:00 uur (UTC) | Steve Bloomer 30' Neilly Gibson 35' (e.d.) Steve Smith 44' |       |           | Goodison Park, Liverpool Toeschouwers: 42.500 Scheidsrechter: Jack Reid (IRL) |